# فرانکو کولومبو
فرانکو کولومبو (ایتالیایی: Franco Columbu؛ زادهٔ ۷ اوت ۱۹۴۱ - درگذشته ۳۰ اوت ۲۰۱۹) هنرپیشه، پدیدآور و قهرمان سابق بدنسازی اهل ایتالیا بود. از فیلم‌هایی که وی در آن نقش داشته‌است، می‌توان به نابودگر، کونان بربر، گرسنه بمان و تپش آهن اشاره کرد.
وی در ۳۰ اوت ۲۰۱۹ بر اثر سکتهٔ قلبی و در پی آن غرق‌شدگی درگذشت.
آمار بدنی در اوج بدنسازی:
بازو: ۵۲ سانتیمتر
سینه: ۱۳۷ سانتیمتر
شکم: ۷۹ سانتیمتر
ران: ۷۲ سانتیمتر
ساق پا: ۴۷ سانتیمتر